# Shamsabad (Agra)
Shamsabad es una ciudad y municipio situada en el distrito de Agra en el estado de Uttar Pradesh (India). Su población es de 33144 habitantes (2011). 

## Demografía
Según el censo de 2011 la población de Shamsabad era de 33144 habitantes, de los cuales 17433 eran hombres y 15711 eran mujeres. Shamsabad tiene una tasa media de alfabetización del 67,38%, inferior a la media estatal del 67,68%: la alfabetización masculina es del 74,98%, y la alfabetización femenina del 58,99%.